# Vila Nivi
Vila Nivi é um bairro localizado na zona nordeste da cidade de São Paulo, situado no distrito de Tucuruvi. É administrado pela Subprefeitura de Santana. Está situado a 10.5km do centro de São Paulo e possui altitude máxima de 802m na Rua Conde de Assumar.